# Joaquima
Joaquima là một chi bướm đêm thuộc phân họ Tortricinae của họ Tortricidae.

## Các loài
- Joaquima tricolora Razowski & Becker, 1999